# Liste der Naturdenkmale in Gorxheimertal
Die Liste der Naturdenkmale in Gorxheimertal nennt die im Gebiet der Gemeinde Gorxheimertal im Landkreis Bergstraße in Hessen gelegenen Naturdenkmale.

## Liste
| Bild            | Bezeichnung                                                          | Ortsteil, Lage                                                         | Beschreibung                                                                  | Art        | Nr.      |
| --------------- | -------------------------------------------------------------------- | ---------------------------------------------------------------------- | ----------------------------------------------------------------------------- | ---------- | -------- |
| Fotos hochladen | Stechpalme (Ilex aquifolium)                                         | Trösel, Ecke Hauptstraße / Apfelstraße 49° 31′ 38,3″ N, 8° 45′ 41,8″ O | Mächtigster Baum seiner Art im Kreis. An seiner östlichen Verbreitungsgrenze. | Stechpalme | 431.8-21 |
| Fotos hochladen | Teufelsstein, Granitformation, vermutlich frühchristliche Kultstätte | Trösel 49° 32′ 18,2″ N, 8° 45′ 54,7″ O                                 | Eindrucksvoller Felsen 400 m südlich des Waldskopf-Gipfels.                   | Granit     | 431.8-22 |